# Saxifraga angustata
Saxifraga angustata är en stenbräckeväxtart som beskrevs av H. Sm.. Saxifraga angustata ingår i Bräckesläktet som ingår i familjen stenbräckeväxter. Inga underarter finns listade i Catalogue of Life.